# Смотриківська сільська рада
Смотриківська сільська рада — адміністративно-територіальна одиниця у Пирятинському районі Полтавської області з центром у c. Смотрики.
Населення — 953 особи.

## Населені пункти
Сільраді були підпорядковані населені пункти:
- c. Смотрики

## Географія
Територією сільради протіка річка Оржиця.

## Пам'ятки
На території сільської ради, на північ від села Малютинці розташований ландшафтний заказник місцевого значення «Гришківка».

## Населення
Згідно з переписом УРСР 1989 року чисельність наявного населення сільської ради становила 1069 осіб, з яких 470 чоловіків та 599 жінок.
За переписом населення України 2001 року в сільській раді мешкало 950 осіб.

### Мова
Розподіл населення за рідною мовою за даними перепису 2001 року:
| Мова       | Відсоток |
| ---------- | -------- |
| українська | 98,95 %  |
| російська  | 0,63 %   |
| білоруська | 0,31 %   |